# Phimeanakas
Phimeanakas – jedna ze świątyń kompleksu Angkor wpisanych wspólnie na listę światowego dziedzictwa UNESCO, ustanowionej na mocy Konwencji w sprawie ochrony światowego dziedzictwa kulturowego i naturalnego, przyjętej przez UNESCO w 1992 roku na 16 sesji w Santa Fe, Stany Zjednoczone Ameryki 7–14 grudnia. 
Phimeanakas jest świątynią hinduistyczną znajdującą się wewnątrz Angkor Thom w środku pałacu królewskiego. Data jej budowy nie jest dokładnie określona. Podejrzewa się, że budowę rozpoczęto pod koniec VIII wieku, jednak jej forma odpowiada stylowi z X wieku typowego dla okresu rządów Dżajawarmana V oraz Surjawarmana I. Elementy zdobień są charakterystyczne dla budownictwa z IX, X i XIII wieku, a inskrypcje pochodzą z początku X i XIII wieku.
Uważana jest za typowy przykład świątyni góry w Angkor będącej symbolicznym przedstawieniem góry Meru. 
Świątynia nie należy do najokazalszych, podstawa piramidy ma wymiary 36 na 28 m na poziomie gruntu i 30 na 23 m na górnym trzecim tarasie, który wznosi się na wysokość 12 m nad poziom gruntu. Usytuowana jest na terenie pałacu królewskiego i prawdopodobnie była prywatną świątynią królów. Można to wnioskować nie tylko z jej położenia, ale także z jej budowy, braku ogrodzenia, braku charakterystycznej dla innych świątyń grobli prowadzącej do niej oraz miejsca na górnym tarasie tylko na jedno sanktuarium, do którego można się było dostać bardzo stromymi schodami z każdej strony piramidy. Z obu stron schodów znajdują się rzeźby lwów strażników. Górny trzeci taras otoczony jest nieprzerwaną galerią z piaskowca. Sanktuarium zbudowane jest na planie krzyża z laterytu i piaskowca z czterema przedsionkami z wejściami z czterech stron świata. Posadowione jest na 2,5 m cokole i zachowało się tylko w części. W XII w. Angkor odwiedził chiński dyplomata Zhou Daguan, który pozostawił opisy stolicy państwa Khmerów. Według jego opisu wieża sanktuarium była pierwotnie zakończona złotym szczytem. Na rogach trzech tarasów świątyni można zidentyfikować mocno zniszczone rzeźby słoni. Świątynia zbudowana jest przede wszystkim z laterytu. Tylko górna galeria została wykonana z piaskowca. W sąsiedztwie świątyni, na północ od niej, znajdują się dwa baseny: większy nazywa się Srah Srei (łaźnia kobiet), a mniejszy Srah Bros (łaźnia mężczyzn).
Z świątynią Phimeanakas związane jest legenda, która mówi, że sanktuarium zamieszkiwała kobieta-wąż Naga, z którą król musiał spędzać pierwszą cześć każdej nocy, dopiero wówczas mógł powrócić do królowej. Jeżeli król nie pojawił by się w świątyni jego ziemie spotkałaby klęska, gdyby to Naga nie przyszła znaczyłoby to, że król wkrótce umrze.